# オリエント急行殺人事件 (2015年のテレビドラマ)
『オリエント急行殺人事件』（オリエントきゅうこうさつじんじけん）は、フジテレビ開局55周年特別企画として2015年1月11日・1月12日の2夜連続で放送されたテレビドラマである。主演は野村萬斎。
アガサ・クリスティーの『オリエント急行の殺人』を原作とし、三谷幸喜の脚本により昭和初期の日本を舞台とした作品として制作された。第1夜は原作に則して描き、第2夜は犯人の視点から犯行の流れを描いたオリジナル構成となる。視聴率は第1夜が16.1%、第2夜が15.9%。放送時のタイトルロゴには「WHODUNIT?」が併記されていた。
東京ドラマアウォード2015の単発ドラマ部門でグランプリを受賞した。

## 企画・制作
2010年に放送されたフジテレビ開局50周年ドラマ『わが家の歴史』で三谷と組んだ重岡由美子によるプロデュースで、6年越しの企画である。演出は三谷と長年の付き合いである河野圭太が担当した。制作にあたって、ロンドンのクリスティー社（クリスティ財団）に許諾を得ており、野村萬斎のポアロ役キャスティングについては先方に喜ばれたという。
原作は三谷が小学生時代に読み、中学生時代には映画版を見た「憧れの作品」である。また三谷がテレビでミステリー作品を手がけるのは『古畑任三郎』以来9年ぶりであり、原作物を映像化するのは初めてのことである。三谷は原作本を読んだ中学生時代以来「あの事件の裏にどんなことがあったのかずっと考えてきて」、それに対する自分なりの答えをこの作品に込めたという。
本作は舞台を昭和初期の日本に置き換えた翻案作品であり、列車名も架空の豪華寝台列車「特急東洋」（とっきゅうとうよう）と設定され昭和モダンの世界が描かれる。また、2夜連続の構成のうち、第1夜は原作に忠実に描き、第2夜は犯人側からの視点で描くオリジナルの内容となる。
撮影は2014年9月初旬より行われた。キャスティングについては、第一報の段階で豪華なオールスター・キャストになると発表しており、同年9月14日にキャスト発表記者会見が行われた。重岡は『わが家の歴史』でのスケールの大きさと豪華キャストに対し映画として製作してほしかったという意見があったことを明かしつつ、本作もあえてテレビドラマとして放送し「テレビの底力」を見せたいと抱負を語った。
本作はシリーズ化され、2018年に『黒井戸殺し』（原作は「アクロイド殺し」）、2021年に『死との約束』がそれぞれ放送された。

### ロケ地
ロケーションは博物館明治村、熊本県宇城市などで行われた。特急東洋の外観としてはJR東日本のSL銀河がクレジットされている。

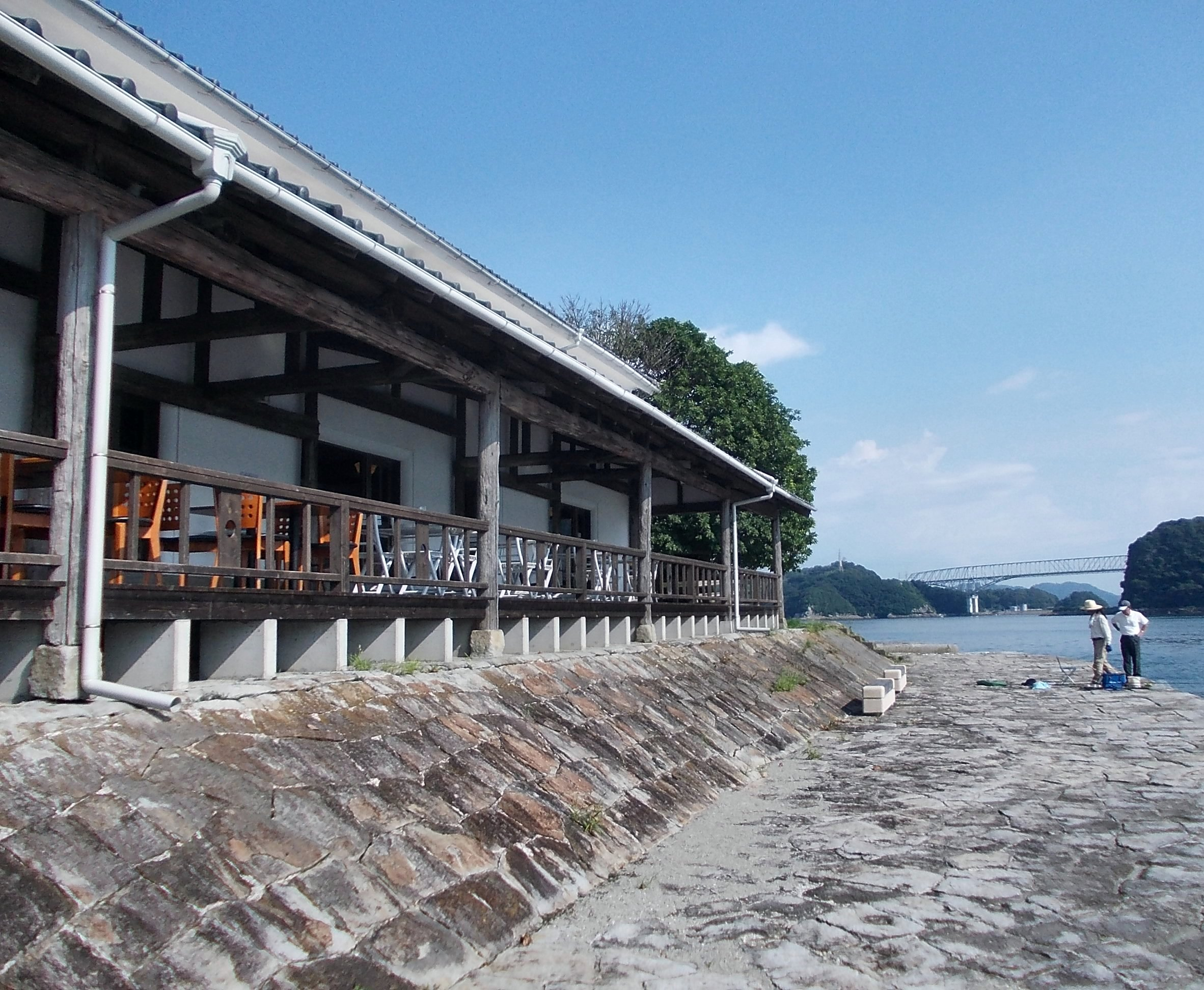
冒頭の下関港シーンのロケ撮影が行われた三角港（西港）（熊本県宇城市）
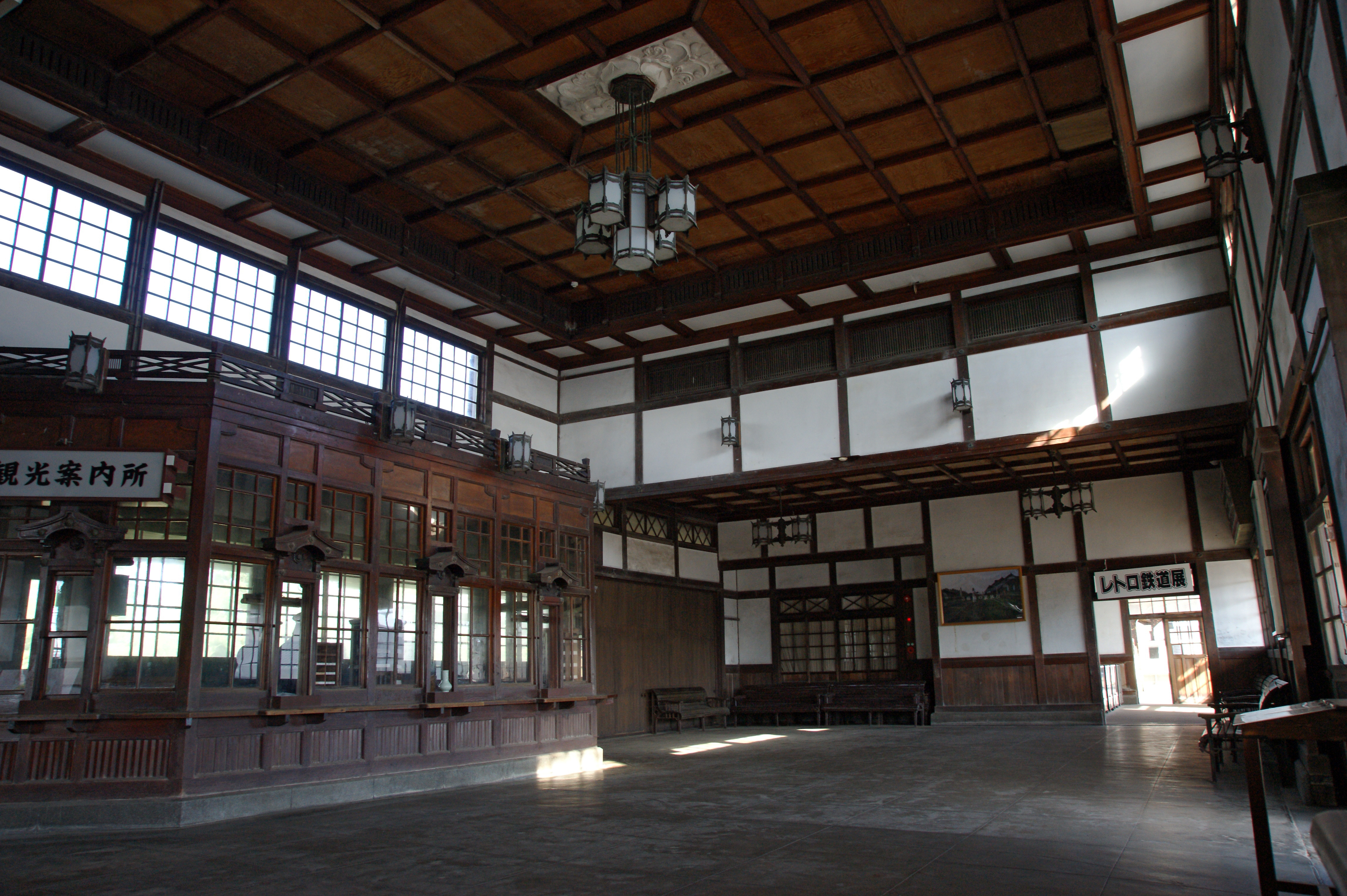
下関駅構内シーンのロケ撮影が行われた大社駅（島根県出雲市）
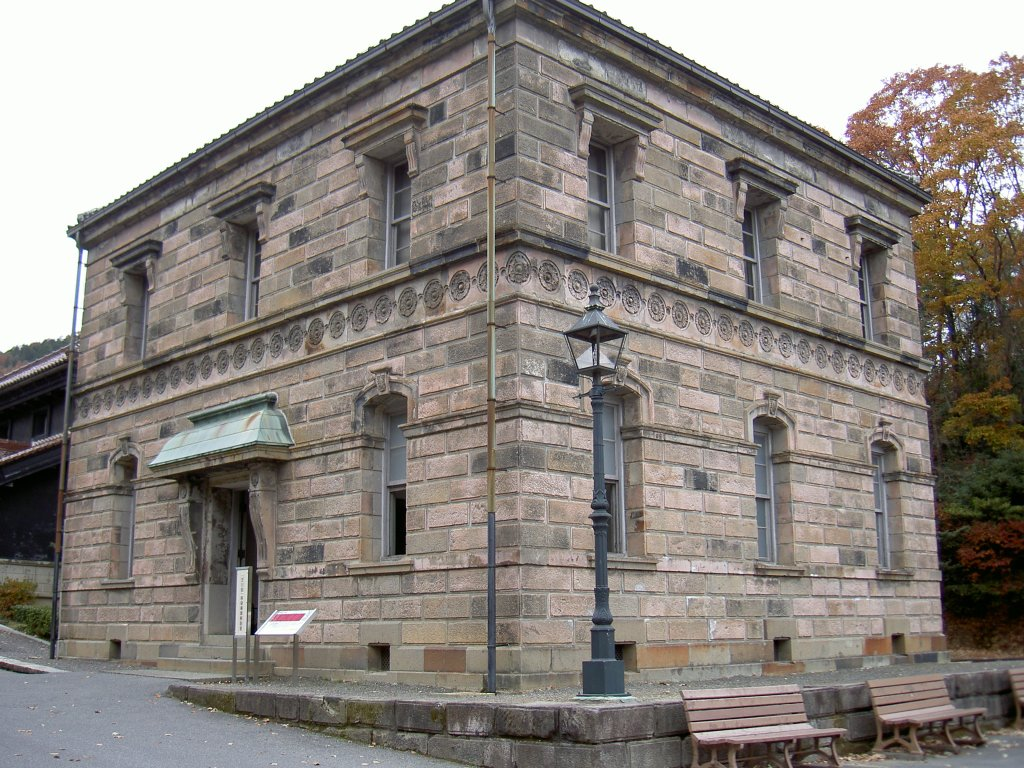
藤堂商事（外観）撮影が行われた明治村の札幌電話交換局（愛知県犬山市）

## 放送
事前枠として、第1夜は21:00 - 21:04に『世紀の話題作 三谷幸喜のオリエント急行殺人事件 今夜スタート!』を、第2夜は21:00 - 21:04に事前枠『世界初!犯人の視点から描くオリエント急行殺人事件 今夜完結!』を、それぞれ別途放送した。
放送終了直後から、フジテレビオンデマンドにて配信された。
またコラボレーション企画として、2015年1月8日と9日に『めざましテレビ』のコーナーアニメ『紙兎ロペ』にて「おじさんの急用理不尽事件」（前後編）と題したコラボピソードが放送され、野村萬斎と八木亜希子がドラマで演じた役柄を動物キャラクター化したゲストキャラ（キツネとヤギ）に声優として声を当てた。

## あらすじ

### 第1夜
オリエント急行の殺人事件
昭和8年（1933年）2月、名探偵として名高い勝呂武尊は下関駅から東京へと向かう豪華寝台列車「特急東洋」に乗車する。季節外れでありながら列車は満席であったが、鉄道省重役の莫と偶然再会した勝呂は彼に一等客室を譲ってもらい一緒に乗車する。
さまざまな階級の人々が乗り合わせる車内で、勝呂は悪人と噂される実業家の藤堂修に身辺警護を依頼されるが断る。その深夜、勝呂は寝台車内で物音や人の声を聞き、列車が停止していることを知る。
翌朝、勝呂は莫に、線路への雪崩のため列車が関が原で立ち往生していること、車内で藤堂が刺殺体で発見されたことを聞かされ捜査を依頼される。勝呂は乗り合わせた医師の須田とともに現場検証し、食堂車で各人に事情聴取をする。調べでは藤堂が5年前に剛力家の令嬢・聖子を誘拐の上殺害しながら無罪放免となり、関係者を不幸に陥れ恨みを買っていることもわかる。
勝呂は現場の状況と証拠、および彼自身の見聞きしたことから外部犯行ではないと判断し、寝台車の乗客の中の剛力家の関係者が犯人であると推察するが、乗客全員が互いに犯行時間のアリバイがあることを証言する。勝呂は聴取を進めるうち、乗客のすべてに剛力家との関わりがあることを突き止める。勝呂は謎の答えにたどりつき、全員を食堂車に集め、真犯人たちを指摘する。

### 第2夜
オリエント急行殺人事件の5年前
この事件から遡ること5年前の昭和3年（1928年）、剛力大佐の幼い娘・聖子が誘拐され身代金が要求される。剛力は軍人のプライドから当初身代金の支払を拒否するものの、戦友で親友でもある能登大佐の進言により前言撤回し身代金を支払う。しかし聖子は殺され、警察の捜査により「笠健」こと笠原健三が逮捕・起訴されたが証拠不十分で無罪となる。
聖子の母・曽根子は心労で胎児とともに病死し、剛力大佐も責任を感じ拳銃自殺する。更には犯人との繋がりを警察に疑われた小間使いの小百合も抗議の獄中自殺をし、主を失った剛力家の使用人たちは離散する。元女優の淡島八千代こと曽根子の母・羽鳥夫人は意気消沈の日々を送り、笠原の殺害を望むが、次女の浪子に完全犯罪による復讐をすべきと諭される。
曽根子の名付け親である轟ナツ侯爵夫人を加えた3人は、聖子の元家庭教師で頭脳明晰な馬場舞子に依頼し、彼女や戦場での経験のある能登らが計画を練るうちに、曽根子に思いを寄せていた幕内平太、浪子の夫・安藤伯爵のほか、剛力に恩義を感じる元使用人らが次々と仲間に加わる。
一同は羽鳥夫人の下、藤堂と名を変えた笠原が真犯人であることを確かめた上で、全員参加でなるべく他者に迷惑もかからず、かつ参加者の中から一人の逮捕者も出さぬように実行のチャンスを狙うが、計画はなかなか実行できず困難な道を進む。
オリエント急行殺人事件の裏側
それから5年経ったある日、藤堂が「特急東洋」で下関へ出張することになり、一同は彼が一人になるチャンスとしてついに計画実行を決断する。同列車の車掌を務める小百合の父・三木武一を説得して協力を取り付け、笠原への「汝剛力聖子を忘るるなかれ」という脅迫状を一字ずつ書く。総勢13人となった彼らの犯行は他の客に迷惑をかけないよう、寝台車の客室をすべて自分たちで埋め計画が進むはずだった。
しかし当日、笠健の隣室の6号室は莫が予約中で、実行メンバーから外されていた浪子が乱入したり莫が名探偵の勝呂に自身の客室を譲ったりするなど予定外の出来事が多発する。舞子たちは勝呂を意識してさまざまなフェイクを仕掛けておくが、大雪で列車が止まったことにより外部犯行に見せかけることが難しくなる。それでも深夜、浪子を除く12人は予定通り、藤堂の体にナイフを一回ずつ突き刺して殺害する。
翌日、勝呂の推理により完全犯罪が見破られ、一同は運命を彼の判断に委ねる。勝呂は莫や須田の意見を聞き、13人のうちのひとり・保土田を列車外の雪の上で走らせ、外部犯行の証拠となる足跡が「ない」ことをごまかし、外部犯行説とする警察への報告書を提出すると宣言する。こうして13人の復讐は達成され、物語は終了する。

## 登場人物

### 特急東洋の乗客・乗員
| 二等客室（二段ベッド・相部屋）                   | 二等客室（二段ベッド・相部屋） | 二等客室（二段ベッド・相部屋） | 二等客室（二段ベッド・相部屋） | 一等客室（一人部屋） | 一等客室（一人部屋） | 一等客室（一人部屋） | 一等客室（一人部屋） | 一等客室（一人部屋） | 一等客室（一人部屋） | 一等客室（一人部屋） | 一等客室（一人部屋） | 一等客室（一人部屋） |
| 1号室                                            | 2号室                          | 3号室                          | 4号室                          | 5号室                | 6号室                | 7号室                | 8号室                | 9号室                | 10号室               | 11号室               | 12号室               |                      |
| ------------------------------------------------ | ------------------------------ | ------------------------------ | ------------------------------ | -------------------- | -------------------- | -------------------- | -------------------- | -------------------- | -------------------- | -------------------- | -------------------- | -------------------- |
| 保土田民雄 益田悦夫                              | 幕内平太                       | 昼出川澄子                     | 馬場舞子 呉田その子            | 能登巌               | 勝呂武尊             | 藤堂修 （犯行現場）  | 羽鳥夫人             | 安藤伯爵             | 安藤伯爵夫人         | 轟侯爵夫人           | 羽佐間才助           |                      |
| その他：三木武一（車掌室）、莫・須田（一般車両） |                                |                                |                                |                      |                      |                      |                      |                      |                      |                      |                      |                      |

勝呂 武尊（すぐろ たける）
演 - 野村萬斎
本作の主人公。原作のエルキュール・ポアロに相当する。
自他ともに認める「日本一の名探偵」で、この物語の直前に「いろは殺人事件」を解決したばかり。しゃべり方なども独特であり、かなりの変わり者として描かれている。
馬場 舞子（ばば まいこ）
演 - 松嶋菜々子
家庭教師。
正体は聖子の元家庭教師で、ホームパーティーでの仕切りがうまかったことから、頭脳明晰であると羽鳥夫人らに見こまれ、犯罪計画の立案者となる。自分一人では不安なため、経験豊富な軍人の能登を誘い、二人で藤堂に新聞記者を装って会いに行くなど作戦を進め、のちに彼と恋愛関係になる。能登には「昭和の大石内蔵助」と例えられる。
原作のメアリー・デブナムに相当する。
幕内 平太（まくうち へいた）
演 - 二宮和也
藤堂の秘書。前職では慈善事業に関わり、剛力曽根子と面識があった。曽根子に肉親や恋人に相当する思いを寄せており、一緒に撮った記念写真を持ち歩いている。羽鳥夫人らの仲間に加わる以前から藤堂の下で働き、独自に復讐の機会を伺っていた。その後は藤堂の動向を探り伝える役割を果たす。実行にあたっては藤堂に睡眠薬を飲ませることに成功するものの、勝手に脅迫状を燃やしてしまい馬場を混乱させる。
原作のヘクター・マックイーンに相当する。
安藤伯爵夫人（あんどう はくしゃくふじん）
演 - 杏
安藤伯爵の妻。勝呂らにも噂されるほどの美貌の持ち主。
名は浪子（なみこ）だが、旅券を偽造し良子（りょうこ）と名乗っているとわかり、証拠品である「N」のイニシャル入りハンカチの持ち主と目される一人となる。
正体は曽根子の実の妹。立案当初から計画に加担するも妊娠中でもあり、実行メンバーから外されたが、当日黙って下関まで来てしまい、無理矢理計画を変更させて乗車し、フェイクのために廊下を歩く役を担う。
原作のアンドレニ伯爵夫人に相当する。
安藤伯爵（あんどう はくしゃく）
演 - 玉木宏
外交官。
妻が計画の打ち合わせのためにたびたび家を空けるのを不貞と疑い、自ら彼女を尾行して事実を知り、計画に加担する。妻への愛情から直接手を汚させることを嫌い、最後に刺す役割を替わる。
原作のアンドレニ伯爵に相当する。
能登 巌（のと いわお）
演 - 沢村一樹
陸軍大佐。剛力大佐には2度にわたり命を救われた戦友であり、親友であることと、負傷のため片脚が不自由で杖を使用しており、軍人として現場で戦うことができない悔しさもあって今回の計画に加担する。妻と離婚協議中で、馬場と交際している。計画への参加人数を裁判の陪審員と同じ12人にすることにこだわる。
原作のアーバスノット大佐に相当する。
羽佐間 才助（はざま さいすけ）
演 - 池松壮亮
万年筆の販売員。のちに藤堂に雇われた探偵を名乗る。
5年前は警察官で、小百合の恋人だった。事件後探偵に転じていたため、計画準備中に笠原の消息を突き止める目的もあり復讐の仲間に誘われる。当日は変装して駅員に成りすまし、藤堂の用心棒・清水（演：深水元基）の乗車を阻む。
原作のサイラス・ハードマンに相当する。
呉田 その子（くれた そのこ）
演 - 八木亜希子
教会に勤務する女性。
正体は聖子の乳母。敬虔な信仰心を持つが、自らの手で育てた聖子とその家族を不幸にした藤堂を許せず、罪も自覚した上で計画に加担する。実行時に「芝居」をしなくてはならないことに対し、人一倍拒絶反応を示す。
原作のグレタ・オルソンに相当する。
昼出川 澄子（ひるでがわ すみこ）
演 - 青木さやか
轟侯爵夫人のメイド。
正体は剛力家の元料理人。計画に加担する前に保土田とともに藤堂を襲撃していて、直情的な彼らの行動が藤堂を警戒させ計画を乱されることを恐れた馬場の発案で仲間に取り入れられる。
原作のヒルデガルド・シュミットに相当する。
保土田 民雄（ほとだ たみお）
演 - 藤本隆宏
輸入車セールスマン。博多弁を話す。
正体は剛力家の運転手。昼出川同様の理由で仲間に誘われる。
原作のアントニオ・フォスカレッリに相当する。
羽鳥夫人（はとり ふじん）
演 - 富司純子
おしゃべりなマダム。名は典子（のりこ）で、「N」のハンカチの持ち主候補になるが否定する。
正体は曽根子の母で元女優・淡島 八千代（あわしま やちよ）。その人望をもって計画の中心人物となり、自分の役割を「喜劇」として演じる。
原作のハバード夫人に相当する。
莫（ばく）
演 - 高橋克実
鉄道省の重役で車掌の上司。席の手配ができなかった勝呂のために、三木に命じて一旦幕内と相部屋の2号室を無理矢理確保させて乗車させた上で、自分の泊まる一等客室を勝呂に譲り一般車両に移る。九州人に対しいい感情を持っていない。
原作のブックに相当する。
須田（すだ）
演 - 笹野高史
外科医。三等客室に乗り合わせていた。遺体の検視を行い、事件の時系列をメモするなど勝呂の推理を手助けする。
原作のコンスタンティン博士に相当する。
益田 悦夫（ますだ えつお）
演 - 小林隆
藤堂の執事。
正体は剛力家の元執事で、藤堂が裏切り者の執事を解雇したのに伴い幕内の紹介でその執事に就職し、復讐の機会を伺う。
原作のエドワード・ヘンリー・マスターマンに相当する。
轟侯爵夫人（とどろき こうしゃくふじん）
演 - 草笛光子
周囲に威圧感を与える老貴婦人。メイドの昼出川を伴い旅行中。名はナツで、証拠品の「N」のハンカチの持ち主と目される一人。
正体は羽鳥夫人の友人で女優としてのファンでもあり、曽根子の名付け親。
原作のドラゴミロフ公爵夫人に相当する。
三木 武一（みき ぶいち）
演 - 西田敏行
「特急東洋」の車掌。小百合の父で、一人娘を失った。当初は自分の家のごとく誇りを持って働く列車で殺人を起こすことをためらい計画を断るが、羽佐間を紹介され参加を決意する。
原作のピエール・ポール・ミシェルに相当する。
藤堂 修（とうどう おさむ） / 笠原 健三（かさはら けんぞう）
演 - 佐藤浩市
実業家。殺人事件の被害者。
勝呂の捜査によって、藤堂修は改名後の名であり、その正体が5年前に起きた剛力家令嬢誘拐殺人事件の犯人で無罪判決を受けた「笠健」こと笠原健三だと分かる。幕内によると、笠原はキャラメル工場を経営しているように見せかけ、ケシからアヘンを製造・密売しているという。
原作のラチェットに相当する。

### 剛力家
剛力大佐（ごうりき たいさ）
演 - 石丸幹二
陸軍大佐。誘拐事件で藤堂に娘を殺害されたあげく妻と胎児をも失い、失意のうちに拳銃自殺する。
剛力 曽根子（ごうりき そねこ）
演 - 吉瀬美智子
剛力大佐夫人。身重の時に誘拐事件で娘・聖子を失ったショックで倒れ、胎児とともに死亡する。
剛力 聖子（ごうりき せいこ）
演 - 小林星蘭
剛力大佐の娘。身代金目的誘拐事件の被害児童で、殺害され死体で発見される。
原作のデイジー・アームストロングに相当する。
三木 小百合（みき さゆり）
演 - 黒木華
剛力家の小間使いで、三木武一の娘。事件当初犯人と疑われ、無実を主張していたものの、警察署内で首つり自殺する。

### その他
パインさん
演 - 山寺宏一
「カフェ・トカトリアン」のマスター。女優時代の羽鳥夫人のファン。保土田と昼出川の後をつけていた清水に袋叩きにされてしまう。
小倉陸軍造兵廠 小畑亘
演 - 相島一之
キャスト出典：

## スタッフ
- 原作 - アガサ・クリスティー『オリエント急行の殺人』
- 脚本 - 三谷幸喜
- 監督 - 河野圭太
- 音楽 - 住友紀人
- 翻訳参考 - 山本やよい『オリエント急行の殺人』（ハヤカワ文庫）
- 選曲 - 志田博英
- VFXスーパーバイザー - 石井教雄
- CGプロデューサー - 佐藤大祐
- CG - オムニバス・ジャパン、studioSOLARI、Integral Vision Graphics
- 時代考証 - 天野隆子
- スタントコーディネート - 釼持誠
- 特別協力 - JR東日本・SL銀河
- ロケ協力 - JR東日本企画、宇城市、出雲市、明治村、ワープステーション江戸 ほか
- 技術協力 - バスク
- 美術協力 - フジアール
- スタジオ - 角川大映スタジオ
- 企画 - 大多亮、石原隆
- プロデューサー - 重岡由美子、橋本芙美、元村次宏
- 協力 - agatha christie production（RLJ Entertainment company）
- 制作協力 - 共同テレビ
- 制作著作 - フジテレビ

## ネット局
| 放送対象地域  | 放送局                   | 系列                                         | 放送日時                                                                                      | 備考       |
| ------------- | ------------------------ | -------------------------------------------- | --------------------------------------------------------------------------------------------- | ---------- |
| 関東広域圏    | フジテレビ (CX)          | フジテレビ系列                               | （第1夜）2015年1月11日 21:04 - 23:54 （第2夜）2015年1月12日 21:04 - 23:47                     | 制作局     |
| 北海道        | 北海道文化放送 (UHB)     | フジテレビ系列                               | （第1夜）2015年1月11日 21:04 - 23:54 （第2夜）2015年1月12日 21:04 - 23:47                     | 同時ネット |
| 岩手県        | 岩手めんこいテレビ (MIT) | フジテレビ系列                               | （第1夜）2015年1月11日 21:04 - 23:54 （第2夜）2015年1月12日 21:04 - 23:47                     | 同時ネット |
| 宮城県        | 仙台放送 (OX)            | フジテレビ系列                               | （第1夜）2015年1月11日 21:04 - 23:54 （第2夜）2015年1月12日 21:04 - 23:47                     | 同時ネット |
| 秋田県        | 秋田テレビ (AKT)         | フジテレビ系列                               | （第1夜）2015年1月11日 21:04 - 23:54 （第2夜）2015年1月12日 21:04 - 23:47                     | 同時ネット |
| 山形県        | さくらんぼテレビ (SAY)   | フジテレビ系列                               | （第1夜）2015年1月11日 21:04 - 23:54 （第2夜）2015年1月12日 21:04 - 23:47                     | 同時ネット |
| 福島県        | 福島テレビ (FTV)         | フジテレビ系列                               | （第1夜）2015年1月11日 21:04 - 23:54 （第2夜）2015年1月12日 21:04 - 23:47                     | 同時ネット |
| 新潟県        | 新潟総合テレビ (NST)     | フジテレビ系列                               | （第1夜）2015年1月11日 21:04 - 23:54 （第2夜）2015年1月12日 21:04 - 23:47                     | 同時ネット |
| 長野県        | 長野放送 (NBS)           | フジテレビ系列                               | （第1夜）2015年1月11日 21:04 - 23:54 （第2夜）2015年1月12日 21:04 - 23:47                     | 同時ネット |
| 静岡県        | テレビ静岡 (SUT)         | フジテレビ系列                               | （第1夜）2015年1月11日 21:04 - 23:54 （第2夜）2015年1月12日 21:04 - 23:47                     | 同時ネット |
| 富山県        | 富山テレビ (BBT)         | フジテレビ系列                               | （第1夜）2015年1月11日 21:04 - 23:54 （第2夜）2015年1月12日 21:04 - 23:47                     | 同時ネット |
| 石川県        | 石川テレビ (ITC)         | フジテレビ系列                               | （第1夜）2015年1月11日 21:04 - 23:54 （第2夜）2015年1月12日 21:04 - 23:47                     | 同時ネット |
| 福井県        | 福井テレビ (FTB)         | フジテレビ系列                               | （第1夜）2015年1月11日 21:04 - 23:54 （第2夜）2015年1月12日 21:04 - 23:47                     | 同時ネット |
| 中京広域圏    | 東海テレビ (THK)         | フジテレビ系列                               | （第1夜）2015年1月11日 21:04 - 23:54 （第2夜）2015年1月12日 21:04 - 23:47                     | 同時ネット |
| 近畿広域圏    | 関西テレビ (KTV)         | フジテレビ系列                               | （第1夜）2015年1月11日 21:04 - 23:54 （第2夜）2015年1月12日 21:04 - 23:47                     | 同時ネット |
| 島根県 鳥取県 | 山陰中央テレビ (TSK)     | フジテレビ系列                               | （第1夜）2015年1月11日 21:04 - 23:54 （第2夜）2015年1月12日 21:04 - 23:47                     | 同時ネット |
| 岡山県 香川県 | 岡山放送 (OHK)           | フジテレビ系列                               | （第1夜）2015年1月11日 21:04 - 23:54 （第2夜）2015年1月12日 21:04 - 23:47                     | 同時ネット |
| 広島県        | テレビ新広島 (TSS)       | フジテレビ系列                               | （第1夜）2015年1月11日 21:04 - 23:54 （第2夜）2015年1月12日 21:04 - 23:47                     | 同時ネット |
| 愛媛県        | テレビ愛媛 (EBC)         | フジテレビ系列                               | （第1夜）2015年1月11日 21:04 - 23:54 （第2夜）2015年1月12日 21:04 - 23:47                     | 同時ネット |
| 高知県        | 高知さんさんテレビ (KSS) | フジテレビ系列                               | （第1夜）2015年1月11日 21:04 - 23:54 （第2夜）2015年1月12日 21:04 - 23:47                     | 同時ネット |
| 福岡県        | テレビ西日本 (TNC)       | フジテレビ系列                               | （第1夜）2015年1月11日 21:04 - 23:54 （第2夜）2015年1月12日 21:04 - 23:47                     | 同時ネット |
| 佐賀県        | サガテレビ (STS)         | フジテレビ系列                               | （第1夜）2015年1月11日 21:04 - 23:54 （第2夜）2015年1月12日 21:04 - 23:47                     | 同時ネット |
| 長崎県        | テレビ長崎 (KTN)         | フジテレビ系列                               | （第1夜）2015年1月11日 21:04 - 23:54 （第2夜）2015年1月12日 21:04 - 23:47                     | 同時ネット |
| 熊本県        | テレビくまもと (TKU)     | フジテレビ系列                               | （第1夜）2015年1月11日 21:04 - 23:54 （第2夜）2015年1月12日 21:04 - 23:47                     | 同時ネット |
| 鹿児島県      | 鹿児島テレビ (KTS)       | フジテレビ系列                               | （第1夜）2015年1月11日 21:04 - 23:54 （第2夜）2015年1月12日 21:04 - 23:47                     | 同時ネット |
| 沖縄県        | 沖縄テレビ (OTV)         | フジテレビ系列                               | （第1夜）2015年1月11日 21:04 - 23:54 （第2夜）2015年1月12日 21:04 - 23:47                     | 同時ネット |
| 大分県        | テレビ大分 (TOS)         | 日本テレビ系列 フジテレビ系列                | （第1夜）2015年1月12日 1:20 - 4:10（11日深夜） （第2夜）2015年1月13日 1:24 - 4:07（12日深夜） |            |
| 宮崎県        | テレビ宮崎 (UMK)         | フジテレビ系列 日本テレビ系列 テレビ朝日系列 | （第1夜）2015年1月17日 14:00 - 16:55 （第2夜）2015年1月18日 13:00 - 15:50                     |            |
| 青森県        | 青森テレビ (ATV)         | TBS系列                                      | （第1夜）2015年3月28日 14:00 - 16:54 （第2夜）2015年3月29日 13:00 - 15:40                     |            |
| 山梨県        | 山梨放送 (YBS)           | 日本テレビ系列                               | （第1夜）2015年4月4日 13:30 - 16:25 （第2夜）2015年4月11日 13:30 - 16:15                      |            |
| 山口県        | テレビ山口 (tys)         | TBS系列                                      | （第1夜）2015年5月5日 13:55 - 16:45 （第2夜）2015年5月6日 13:55 - 16:35                       |            |

## 関連商品
ホームメディア
オリエント急行殺人事件 ブルーレイBOX
2015年4月1日発売。発売元：フジテレビジョン、販売元：ポニーキャニオン。リージョンフリー、2枚組。
オリエント急行殺人事件 DVD-BOX
発売日など同上。リージョン2。

サウンドトラック
オリエント急行殺人事件オリジナルサウンドトラック
音楽：住友紀人。2015年3月18日発売。発売元：日本コロムビア。